# Guatteria stenopetala
Guatteria stenopetala là một loài thực vật thuộc họ Annonaceae. Đây là loài đặc hữu của Venezuela.